# Walk Away
Singles de Kelly Clarkson
Because of You
(2005) Never Again
(2007)
Pistes de Breakaway
Where Is Your Heart? You Found Me
Walk Away est une chanson de la chanteuse américaine pop-rock Kelly Clarkson, cinquième single de son deuxième album Breakaway.

## Information sur la chanson
La chanson est coécrite par Kelly Clarkson, Chantal Kreviazuk, Raine Maida et Kara DioGuardi. Suivant le même thème de ses anciens singles (Since U Been Gone et Behind These Hazel Eyes), Kelly Clarkson réprimande son petit-ami de l'ignorer et de ne pas porter assez d'attention sur leur relation. Elle lui demande que s'il ne peut pas faire plus d'efforts, il doit simplement s'en aller (« walk away »).
Initialement, le cinquième single devrait être Addicted mais il a été abandonné car son sombre message ressemblait trop à ses deux anciens singles. Gone a alors été choisi mais à son tour abandonné pour sa trop grande ressemblance à Since U Been Gone. Finalement, après deux mois de passage en radio, le single a été lancé en mars 2006. Cependant, Gone faisait déjà beaucoup de succès sur les ondes.

## Clip
Le clip a été tourné à Los Angeles. La première mondiale était le 6 mars 2006.
La vidéo a un concept simple. Une alarme réveille plusieurs personnes. Kelly est sur la radio, chantant Walk Away. Plusieurs personnes, tel qu'un joueur de rugby, un policier, une coiffeuse, un automobiliste, une serveuse chantent en même temps qu'elle. Ces personnes sont tellement captivés par la chanson qu'ils se mettent à danser sur place. L'automobiliste bloque le trafic en dansant sur la route et la serveuse fait les clients partir en dansant sur la table. Quelques scènes de Kelly Clarkson chantant au studio sont incluses.
Le clip est un vrai succès aux États-Unis, entrant directement à la première place. Durant ses dernières semaines, elle était au #1 jusqu'à ce qu'elle soit devancée par Hips Don't Lie, la nouvelle chanson de Shakira.

## Hit parade
Walk Away a nettement moins bien fait que les précédents singles. Tandis que ces derniers sont entrés facilement dans le top 5 mondial, Walk Away atteint la 9e place. Aux États-Unis, Walk Away atteint la 12e place tandis qu'au Canada, elle a rapidement fait son entrée dans le top 5 et pointe à la 4e place. Mais en Australie et en Angleterre, le single est un « flop », se classant respectivement à la 27 et 21e place. Cette performance décevante peut cependant s'expliquer facilement. Walk Away a été lancé au même moment que Gone commençait à être un succès sur les ondes radio. Certaines radios ont préféré Gone à Walk Away, réduisant ainsi le succès de ce dernier. Aussi, l'album, Breakaway, s'était déjà vendu à plus de 10 millions de copies au monde. Les fans n'ont donc pas juger utile d'acheter le single.

## Position sur le hit-parade
| Classement (2006)              | Position |
| ------------------------------ | -------- |
| U.S. Billboard Hot 100         | 12       |
| U.S. Billboard Hot 100 Airplay | 16       |
| U.S. Billboard Pop 100         | 6        |
| U.S. Billboard Pop 100 Airplay | 6        |
| U.S. Hot Digital Songs         | 12       |
| U.S. Hot Digital Tracks        | 10       |
| U.S. Top 40 Mainstream         | 5        |
| U.S. Adult Top 40              | 6        |
| U.S. Adult Contemporary        | 28       |
| U.S. Dance Radio Airplay       | 3        |
| U.S. Dance Club Play1          | 18       |
| U.S. ARC Weekly Top 40         | 3        |
| Australian Singles Chart       | 27       |
| Canadian BDS Airplay Chart     | 4        |
| Irish Singles Chart            | 10       |
| U.K. Singles Chart             | 21       |
| World Chart Show               | 9        |
| MuchMusic Countdown            | 12       |
| Total Request Live             | 1        |
| VH1 Top 20 Countdown           | 2        |

## Certifications
| Pays       | Certification | Ventes    |
| ---------- | ------------- | --------- |
| États-Unis | Or            | 1,094,000 |
| Canada     | 2x Platine    | 200,000+  |